# Eredivisie 1992-93
La Eredivisie 1992-93 fue la 37.ª edición de la Eredivisie. El campeón fue el Feyenoord Róterdam, conquistando su 8.ª Eredivisie y el 13.° título de campeón de los Países Bajos.
El máximo goleador fue Dennis Bergkamp (Ajax), con 26 goles.

## Tabla de posiciones
|    | Clasificación      | PJ | PG | PE | PP | Pts | GF | GC | Dif |
| -- | ------------------ | -- | -- | -- | -- | --- | -- | -- | --- |
| 1  | Feyenoord          | 34 | 22 | 9  | 3  | 53  | 82 | 32 | 50  |
| 2  | PSV Eindhoven      | 34 | 22 | 7  | 5  | 51  | 81 | 34 | 47  |
| 3  | Ajax               | 34 | 20 | 9  | 5  | 49  | 87 | 30 | 57  |
| 4  | Vitesse Arnhem     | 34 | 16 | 14 | 4  | 46  | 58 | 29 | 29  |
| 5  | Twente             | 34 | 17 | 8  | 9  | 42  | 64 | 39 | 25  |
| 6  | Volendam           | 34 | 12 | 13 | 9  | 37  | 51 | 34 | 17  |
| 7  | MVV Maastricht     | 34 | 15 | 7  | 12 | 37  | 49 | 47 | 2   |
| 8  | Utrecht            | 34 | 12 | 11 | 11 | 35  | 44 | 40 | 4   |
| 9  | RKC Waalwijk       | 34 | 12 | 9  | 13 | 33  | 49 | 57 | -8  |
| 10 | Willem II          | 34 | 12 | 8  | 14 | 32  | 41 | 38 | 3   |
| 11 | Roda JC            | 34 | 11 | 7  | 16 | 29  | 51 | 59 | -8  |
| 12 | Groningen          | 34 | 9  | 11 | 14 | 29  | 31 | 49 | -18 |
| 13 | Sparta Rotterdam   | 34 | 8  | 11 | 15 | 27  | 36 | 65 | -29 |
| 14 | Cambuur Leeuwarden | 34 | 6  | 13 | 15 | 25  | 39 | 58 | -19 |
| 15 | Go Ahead Eagles    | 34 | 8  | 9  | 17 | 25  | 36 | 64 | -28 |
| 16 | Fortuna Sittard    | 34 | 7  | 7  | 20 | 21  | 34 | 76 | -42 |
| 17 | Den Bosch          | 34 | 6  | 9  | 19 | 21  | 35 | 79 | -44 |
| 18 | Dordrecht '90      | 34 | 5  | 10 | 19 | 20  | 30 | 68 | -38 |

PJ = Partidos jugados; PG = Partidos ganados; PE = Partidos empatados; PP = Partidos perdidos; Pts = Puntos; GF = Goles a favor; GC = Goles en contra; Dif = Diferencia de goles
|  | Clasificado para la Liga de Campeones de la UEFA 1993-94 |
|  | Clasificado para la Recopa de Europa 1993-94             |
|  | Clasificado para la Copa de la UEFA 1993-94              |
|  | Debió disputar un play-off por la permanencia            |
|  | Descendido a la Eerste Divisie                           |

|                                        |
| Campeón Feyenoord Róterdam 13.o título |

## Play-offs de ascenso/descenso
Grupo 1
| Pos | Club            | PJ | PG | PE | PP | Pts | GF | GC |                              |
| 1   | sc Heerenveen   | 4  | 3  | 0  | 1  | 6   | 7  | 4  | Ascenso a la Eredivisie      |
| 2   | Fortuna Sittard | 4  | 2  | 0  | 2  | 4   | 8  | 4  | Descenso a la Eerste Divisie |
| 3   | NEC             | 4  | 1  | 0  | 3  | 2   | 4  | 11 |                              |

Grupo 2
| Pos | Club          | PJ | PG | PE | PP | Pts | GF | GC |                               |
| 1   | NAC           | 4  | 4  | 0  | 0  | 8   | 11 | 1  | Ascenso a la Eredivisie       |
| 2   | FC Den Bosch  | 4  | 1  | 0  | 3  | 2   | 4  | 7  | Descenso a la EEerste Divisie |
| 3   | De Graafschap | 4  | 1  | 0  | 3  | 2   | 3  | 12 |                               |

## Goleadores
| # | Jugador           | Nacionalidad | Club               | Tore |
| - | ----------------- | ------------ | ------------------ | ---- |
| 1 | Dennis Bergkamp   | Países Bajos | Ajax Ámsterdam     | 26   |
| 2 | Romário           | Brasil       | PSV Eindhoven      | 22   |
| 3 | Erik Meijer       | Países Bajos | MVV Maastricht     | 20   |
| 4 | Stefan Pettersson | Suecia       | Ajax Ámsterdam     | 19   |
| 5 | József Kiprich    | Hungría      | Feyenoord Róterdam | 18   |